# 17919 Licandro
17919 Licandro este un asteroid din centura principală de asteroizi.

## Descriere
17919 Licandro este un asteroid din centura principală de asteroizi. A fost descoperit pe 9 aprilie 1999 la Stația Anderson Mesa în cadrul programului LONEOS. El prezintă o orbită caracterizată de o semiaxă mare de 2,24 ua, o excentricitate de 0,25 și o înclinație de 4,9° în raport cu ecliptica.